# 線紋麗脂鯉
線紋麗脂鯉（学名：Astyanax lineatus）為輻鰭魚綱脂鯉目脂鯉亞目脂鯉科的其中一個種，為熱帶淡水魚，分布於南美洲拉普拉塔河流域，體長可達12公分，棲息在底中層水域，生活習性不明。
其种加词“Lineatus”意为“有线纹的”。